# Brickyard 400
Das Brickyard 400 ist ein Autorennen im NASCAR Sprint Cup. Es findet Anfang August beziehungsweise seit der Saison 2007 Ende Juli auf dem Indianapolis Motor Speedway in Speedway, Indiana, statt. Die Renndistanz beträgt 400 Meilen (644 km), was 160 Runden auf dem 2,5 Meilen langen Superspeedway entspricht.
Nach dem Daytona 500 ist das Brickyard 400 das zweitbedeutendste Rennen, was die Höhe des ausgeschütteten Preisgeldes betrifft, und eines der prestigeträchtigsten.

## Geschichte

### Vorgeschichte

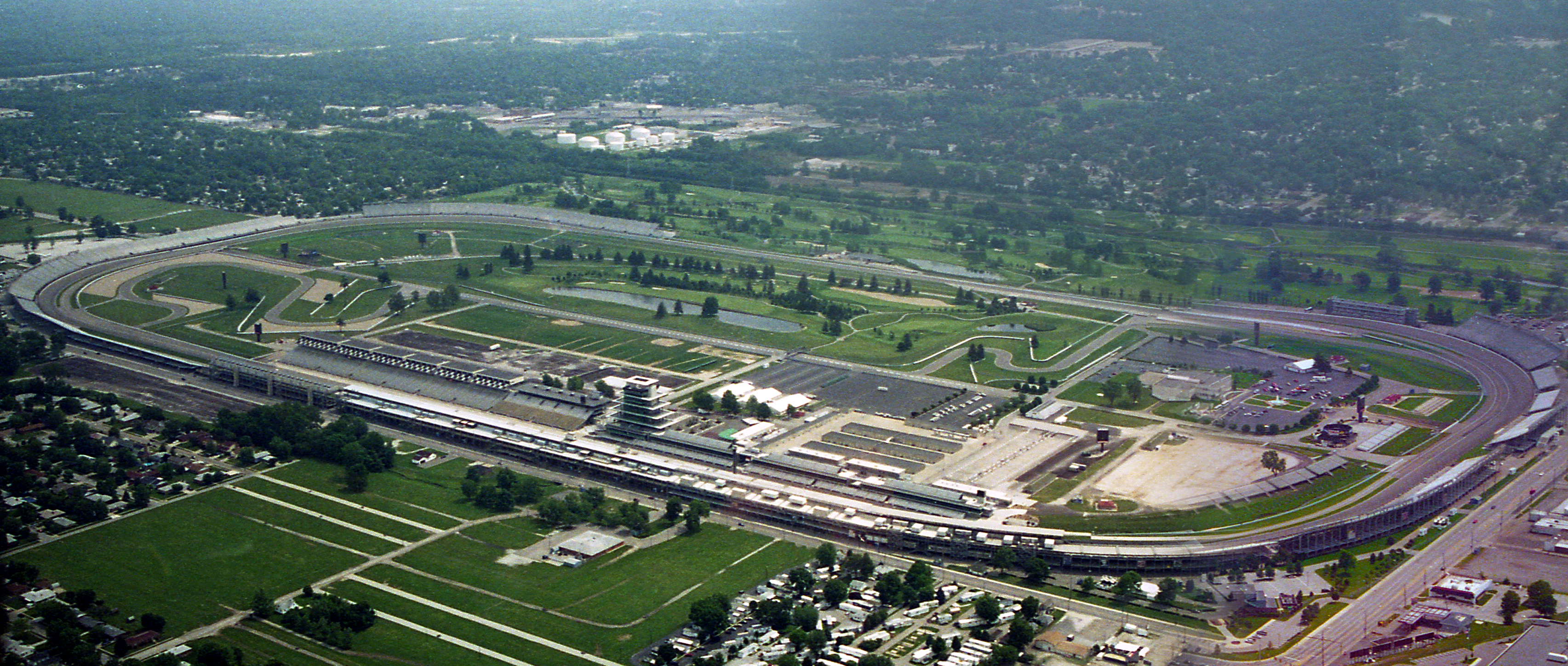
Der Indianapolis Motor Speedway

Erste konkrete Tests mit NASCAR-Rennwagen gab es im September 1991, als A.J. Foyt zu Werbeaufnahmen für den Werkzeughersteller Craftsman auf dem Speedway war. Foyt und Tony George, Eigentümer des Indianapolis Motor Speedway, verständigten sich darauf, ein paar Testrunden in Foyts Winston-Cup-Rennwagen zu absolvieren. Obwohl dieser Test nicht geplant und auch keine direkten Auswirkungen hatte, bot er dennoch Raum für Spekulationen über die weitere Zukunft.
Am 22. und 23. Juni 1992 wurden neun Top-Teams des Winston Cup zu einem Reifentest des Reifenherstellers Goodyear nach Indianapolis eingeladen. Obwohl es keine offiziellen Aussagen hierzu gab, war der Test dennoch ein inoffizieller Kompatibilitätstest, ob die Rennwagen der NASCAR für ein Rennen auf dem Speedway wettbewerbsfähig wären.
Nach dem Test begannen zahlreiche Umbaumaßnahmen am Indianapolis Motor Speedway. So wurden die Außenmauern und Fangzäune erneuert, um Einschläge der im Vergleich zu IndyCar-Rennwagen deutlich schwereren Tourenwagen abfangen zu können. Ebenfalls wurde die Boxengasse verbreitert und der Belag der einzelnen Boxen durch Beton ersetzt. Eine dritte große Veränderung war das Entfernen des Aprons, der durch separate, von der Rennstrecke getrennte Ein- und Ausfahrten ersetzt wurde.
Am 14. April 1993 verkündeten Tony George und der damalige Präsident der NASCAR, Bill France junior, dass am 6. August 1994 das erste Brickyard 400 ausgetragen werden würde. Am 16. und 17. August desselben Jahres folgte daraufhin ein großangelegter Test, an dem 35 NASCAR-Teams teilnahmen. Bei diesem Test ebenfalls zugegen war NASCAR-Legende Richard Petty, der selbst ein paar Runden fuhr und anschließend seinen Wagen dem Speedway Museum schenkte.

### Rennen
Das Eröffnungsrennen fand unter dem Namen Brickyard 400 wie durch Tony George und Bill France Jr. verkündet am 6. August 1994 statt. Mit einer Siegprämie von 613.000 US-Dollar war es das Rennen mit der bis dato höchsten jeweils in einem einzelnen Rennen ausgeschütteten Siegprämie. Sieger der ersten Austragung war Jeff Gordon, der 1994 seine erst zweite Saison im Winston Cup absolvierte. Ein Jahr später verzögerte Regen den Start des Rennens, das der siebenfache Winston-Cup-Champion Dale Earnhardt gewann. Mit nur einer Gelbphase für insgesamt vier Runden war es das Rennen mit der kürzesten Unterbrechung.
In der Saison 1996 hieß der Sieger Dale Jarrett, der nach seinem Sieg den historischen Streifen mit den ursprünglichen Ziegelsteinen, aus denen die Fahrbahn bestand, an der Start-Ziel-Linie küsste. Seitdem ist es Tradition, dass der siegreiche Fahrer und das siegreiche Team diesen Streifen aus Ziegeln küssen.
Nachdem sich Ricky Rudd 1997 den Sieg beim Brickyard 400 sicherte, war es 1998 Jeff Gordon, der der erste Mehrfachsieger wurde. In der Saison 1999 tat es ihm Dale Jarrett gleich und wiederholte seinen Sieg von 1996. In der Saison 2000 hieß der Sieger Bobby Labonte und 2001 war es wiederum Jeff Gordon, der auf dem Siegerpodest stand und seinen mittlerweile dritten Erfolg beim Brickyard 400 einfuhr. Es folgten der Sieg von Bill Elliott in der Saison 2002 und der von Kevin Harvick in der Saison 2003, ehe bei der letzten Austragung als Brickyard 400 in der Saison 2004 Jeff Gordon zum vierten Mal das Rennen gewann.
Von 2005 bis 2009 war das Versicherungsunternehmen Allstate der Hauptsponsor des Rennens, welches in diesem Zeitraum unter dem Namen Allstate 400 at the Brickyard ausgetragen wurde. Erster Sieger wurde der „Lokalmatador“ Tony Stewart, der nach seinem Sieg ähnlich wie Hélio „Spiderman“ Castroneves den Fangzaun an der Start-Ziel-Linie hochkletterte. In der Saison 2006 hieß der Sieger Jimmie Johnson, der später auch die Meisterschaft gewann. 2007 wiederholte Tony Stewart seinen Sieg von 2005 vor dem Zweitplatzierten Juan Pablo Montoya, der der erste Fahrer wurde, der bei allen drei bedeutenden Rennen auf dem Speedway angetreten ist: dem Allstate 400, dem Indianapolis 500 und dem Großen Preis der USA der Formel 1. Weiterhin erwähnenswert ist, dass zur Saison 2007 das Rennen um eine Woche nach vorne verschoben wurde und seitdem nicht mehr Anfang August, sondern Ende Juli stattfindet.

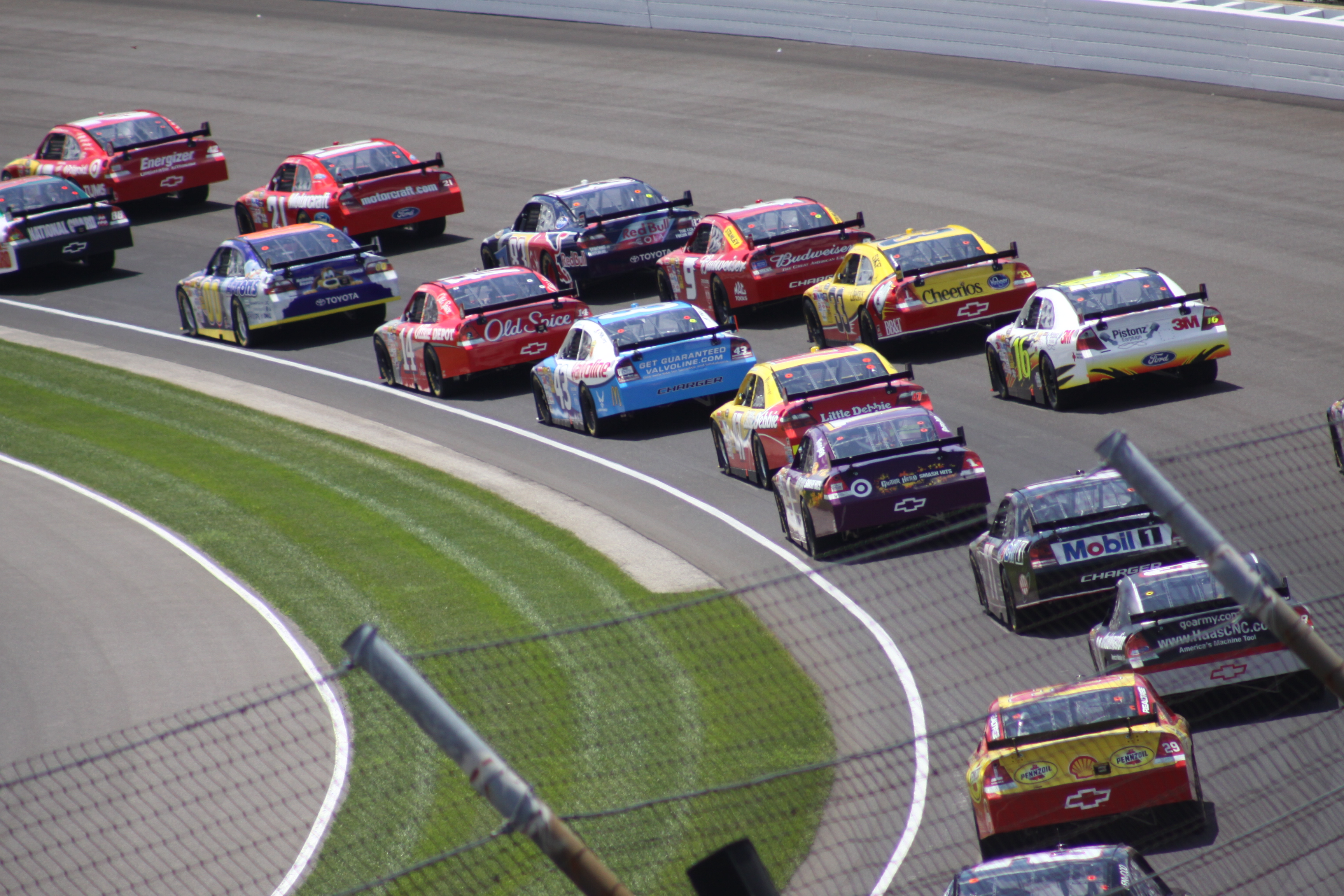
Rennen im Jahr 2009

Das Rennen der Saison 2008 sorgte für ein Reifendebakel ähnlich dem der Formel 1 in der Saison 2005: Obwohl bei Reifentests des Herstellers Goodyear im April 2008 die Reifen nur durchschnittlich fünf bis sechs Runden hielten, wurden dieselben Reifen für das Rennen ausgewählt, da davon ausgegangen wurde, dass durch den vermehrten Gummiabrieb auf der Strecke im Verlauf des Rennwochenende sich das Problem verbessern oder sogar von selbst lösen würde. Diese Erwartung traf allerdings nicht ein, so dass sich die Reifen nach rund zehn Runden bereits größtenteils bis auf die Karkasse aufgelöst hatten. Als Folge rief die NASCAR neben den fünf durch Zwischenfälle verursachten Gelbphasen sechs sogenannte „Competition Cautions“ aus, bei denen die Fahrer ihre Reifen aus Sicherheitsgründen wechseln konnten. Nach der Renndistanz von 160 Runden, von denen 52 unter Gelb absolviert wurden und der längste Abschnitt ohne Unterbrechung 13 Runden betrug, holte sich Jimmie Johnson den zweiten Sieg nach 2006.

## Sieger
| Jahr                          | Datum         | Sieger          | Hersteller | Siegprämie US-Dollar | Distanz (Meilen) | Rennschnitt (mph) |
| ----------------------------- | ------------- | --------------- | ---------- | -------------------- | ---------------- | ----------------- |
| Brickyard 400                 |               |                 |            |                      |                  |                   |
| 1994                          | 6. August     | Jeff Gordon     | Chevrolet  | 613.000              | 400              | 131,932           |
| 1995                          | 5. August     | Dale Earnhardt  | Chevrolet  | 565.600              | 400              | 155,218           |
| 1996                          | 3. August     | Dale Jarrett    | Ford       | 564.035              | 400              | 139,508           |
| 1997                          | 2. August     | Ricky Rudd      | Ford       | 571.000              | 400              | 130,828           |
| 1998                          | 1. August     | Jeff Gordon     | Chevrolet  | 637,625              | 400              | 126,770           |
| 1999                          | 7. August     | Dale Jarrett    | Ford       | 712.240              | 400              | 148,288           |
| 2000                          | 5. August     | Bobby Labonte   | Pontiac    | 831.225              | 400              | 155,918           |
| 2001                          | 5. August     | Jeff Gordon     | Chevrolet  | 428.452              | 400              | 130,790           |
| 2002                          | 4. August     | Bill Elliott    | Dodge      | 449.056              | 400              | 125,033           |
| 2003                          | 3. August     | Kevin Harvick   | Chevrolet  | 418.253              | 400              | 134,548           |
| 2004                          | 8. August     | Jeff Gordon     | Chevrolet  | 518.053              | 402,5*           | 115,037           |
| Allstate 400 at the Brickyard |               |                 |            |                      |                  |                   |
| 2005                          | 7. August     | Tony Stewart    | Chevrolet  | 554.661              | 400              | 118,782           |
| 2006                          | 6. August     | Jimmie Johnson  | Chevrolet  | 452.861              | 400              | 137,182           |
| 2007                          | 29. Juli      | Tony Stewart    | Chevrolet  | 488.111              | 400              | 113,379           |
| 2008                          | 27. Juli      | Jimmie Johnson  | Chevrolet  | 509.236              | 400              | 115.117           |
| 2009                          | 26. Juli      | Jimmie Johnson  | Chevrolet  | 448.001              | 400              | 145,882           |
| Brickyard 400                 |               |                 |            |                      |                  |                   |
| 2010                          | 25. Juli      | Jamie McMurray  | Chevrolet  | 438.877              | 400              | 136,054           |
| 2011                          | 31. Juli      | Paul Menard     | Chevrolet  | 373.575              | 400              | 140,762           |
| 2012                          | 29. Juli      | Jimmie Johnson  | Chevrolet  |                      | 400              | 137,680           |
| 2013                          | 28. Juli      | Ryan Newman     | Chevrolet  |                      | 400              | 153,485           |
| 2014                          | 27. Juli      | Jeff Gordon     | Chevrolet  | 373.575              | 400              | 140,762           |
| 2015                          | 26. Juli      | Kyle Busch      | Toyota     |                      | 400              | 137,680           |
| 2016                          | 24. Juli      | Kyle Busch      | Toyota     |                      | 400              | 153,485           |
| 2017                          | 23. Juli      | Kasey Kahne     | Chevrolet  | 373.575              | 400              | 140,762           |
| 2018                          | 10. September | Brad Keselowski | Ford       |                      | 400              | 137,680           |
| 2019                          | 8. September  | Kevin Harvick   | Ford       |                      | 400              | 153,485           |

* 2004: 402,5 Meilen / 161 Runden aufgrund Green-White-Checkered